# João Lúcio de Azevedo (historiador)
João Lúcio de Azevedo (Sintra, 16 de abril de 1855 — Lisboa, 5 de novembro de 1933) foi um historiador português.
Aos 18 anos, embarcou para Belém do Pará, onde se tornou caixeiro de uma grande livraria, a qual viria a dirigir ao se casar com a filha do proprietário. Autodidacta, aprendeu várias línguas e começou a escrever as suas primeiras obras. Ainda no Pará, publicou cinco artigos que, reunidos, formariam o seu primeiro livro, Estudos de História Paraense. Um dos sócio-fundados do Instituto Histórico e Geográfico do Pará em 1900.
Trocou o Brasil pela França, vivendo alguns anos em Paris. De regresso a Portugal, iniciou o período mais produtivo, publicando diversas obras importantes, como O Marquês de Pombal e a Sua Época, História de António Vieira, A Evolução do Sebastianismo e História dos Cristãos-Novos Portugueses. Organizou ainda a melhor edição das cartas do Padre António Vieira jamais publicadas. Colaborou na História de Portugal dirigida por Damião Peres, escrevendo os capítulos sobre "Organização económica".
Lúcio de Azevedo é considerado um dos maiores historiadores portugueses do início do século XX e continua, ainda hoje, a ser regularmente editado em Portugal. Foi amigo chegado dos historiadores brasileiros Capistrano de Abreu e Manuel de Oliveira Lima, dedicando-lhes o seu livro Épocas de Portugal Económico.
Também se encontra colaboração da sua autoria na Revista de História (1912-1928) e na revista Nação Portuguesa.